# Kepler (album)
Kepler è un album in studio dei rapper italiani Gemitaiz e MadMan, pubblicato il 27 maggio 2014 dalla Tanta Roba.

## Descrizione
Kepler fa da seguito alle precedenti uscite Haterproof (2011) e Detto, fatto. (2012), nate sempre dalla collaborazione dei due artisti. Il disco contiene brani incisi insieme a vari rapper come Gué Pequeno, Clementino e Jay Reaper (membro del gruppo hip hop olandese Dope D.O.D).
L'album ha raggiunto la vetta della classifica italiana degli album, venendo certificato disco d'oro dalla FIMI per aver raggiunto la soglia delle 25 000 copie vendute.

## Promozione
Kepler è stato anticipato dalla pubblicazione del singolo Non se ne parla, uscito il 2 aprile 2014 per il solo download digitale e accompagnato dal relativo videoclip due giorni più tardi.
Ad esso ha fatto seguito la pubblicazione del videoclip del brano Haterproof 2, uscito il 13 maggio, e il secondo singolo Instagrammo, entrato in rotazione radiofonica a partire dal 30 maggio. Il relativo videoclip è stato invece pubblicato il 2 luglio.

## Tracce
1. Il giorno del giudizio – 2:10 (Davide De Luca, Pierfrancesco Botrugno, Piermarco Gianotti)
2. Non se ne parla – 3:43 (Davide De Luca, Pierfrancesco Botrugno, Filippo Gallo)
3. Sigarette – 3:56 (Davide De Luca, Pierfrancesco Botrugno, Marco De Pascale, Florian Sergola)
4. No Comment – 3:08 (Davide De Luca, Pierfrancesco Botrugno, Emiliano Giambelli, Marco De Pascale)
5. Zitto e guarda – 3:51 (Davide De Luca, Pierfrancesco Botrugno, Florian Sergola)
6. Blue Sky – 3:07 (Davide De Luca, Pierfrancesco Botrugno, Filippo Gallo)
7. Instagrammo (feat. Coez) – 4:21 (Davide De Luca, Pierfrancesco Botrugno, Silvano Albanese, Daniele Mungai, Daniele Dezi)
8. Smokin' Aces – 3:28 (Davide De Luca, Pierfrancesco Botrugno, Alfonso Climenti)
9. Sempre in giro (feat. Gué Pequeno) – 5:07 (Davide De Luca, Pierfrancesco Botrugno, Cosimo Fini, Luigi Florio, Dario Leone)
10. Haterproof 2 – 3:07 (Davide De Luca, Pierfrancesco Botrugno, Filippo Gallo)
11. Il sesto elemento – 3:08 (Davide De Luca, Pierfrancesco Botrugno, Filippo Gallo)
12. Eutanasia (feat. Jake La Furia) – 5:09 (Davide De Luca, Pierfrancesco Botrugno, Francesco Vigorelli, Davide D'Onofrio)
13. Black Mirror (feat. Jay Reaper) – 3:40 (Davide De Luca, Pierfrancesco Botrugno, Jannes Lelieveld, Daniele Mungai, Daniele Dezi)
14. Drama (feat. Clementino) – 4:13 (Davide De Luca, Pierfrancesco Botrugno, Clemente Maccaro, Simone Benussi)
15. Diario di bordo – 4:03 (Davide De Luca, Pierfrancesco Botrugno, Marco De Pascale)
16. I Don't Care – 4:05 (Davide De Luca, Pierfrancesco Botrugno, Stefano Fantin)

Tracce bonus nella Gold Edition
1. Disco d'oro (feat. DJ Gengis) – 2:33
2. Instagrammo (feat. Coez) (Shablo Remix) – 4:38 (Davide De Luca, Pierfrancesco Botrugno, Silvano Albanese, Daniele Mungai, Daniele Dezi)
3. Haterproof 2 (Aquadrop Remix) – 3:18 (Davide De Luca, Pierfrancesco Botrugno, Filippo Gallo)
4. Il giorno del giudizio (Dyo Remix) – 2:14 (Davide De Luca, Pierfrancesco Botrugno, Piermarco Gianotti)
5. Black Mirror (feat. Jay Reaper) (Sine Remix) – 3:30 (Davide De Luca, Pierfrancesco Botrugno, Jannes Lelieveld, Daniele Mungai, Daniele Dezi)
6. Non se ne parla (Stabber Remix) – 3:32 (Davide De Luca, Pierfrancesco Botrugno, Filippo Gallo)
7. Drama (feat. Clementino) (Ombra Remix) – 4:28 (Davide De Luca, Pierfrancesco Botrugno, Clemente Maccaro, Simone Benussi)
8. Albe nere (Deleterio feat. Gemitaiz & MadMan) – 3:17
9. Ghetto Guetta (Crookers feat. Gemitaiz & MadMan) – 3:06

## Formazione
Musicisti
- Gemitaiz – voce
- MadMan – voce
- Coez – voce aggiuntiva (traccia 7)
- DJ 2P – scratch (traccia 8)
- Gué Pequeno – voce aggiuntiva (traccia 9)
- Jake La Furia – voce aggiuntiva (traccia 12)
- Jay Reaper – voce aggiuntiva (traccia 13)
- Clementino – voce aggiuntiva (traccia 14)

Produzione
- Deleterio – produzione (traccia 1)
- PK – produzione (tracce 2, 6, 10 e 11)
- Ombra – produzione (tracce 3 e 4)
- Il Tre – produzione (tracce 3 e 5)
- Frenetik & Orang3 – produzione (tracce 7 e 13)
- SineOne – produzione (traccia 8)
- Don Joe, Dario Leone – produzione (traccia 9)
- 3D – produzione (traccia 12)
- Mace – produttore (traccia 14)
- Dyo – produzione (traccia 15)
- Sonny Carson – produzione (traccia 16)

## Classifiche
| Classifica (2014) | Posizione massima |
| ----------------- | ----------------- |
| Italia            | 1                 |